# Perelióshinski
Perelióshinski (ruso: Перелёшинский) es un asentamiento de tipo urbano de Rusia, perteneciente al raión de Pánino de la óblast de Vorónezh.
En 2021, el territorio del asentamiento tenía una población de 3125 habitantes, de los cuales 2577 vivían en el asentamiento y el resto repartidos en cuatro pedanías: el pueblo (seló) de Petróvskoye y los posiolki de Alekséyevka, Bolshiye Yasyrki y sovjoza Pervomaiski.
Se ubica unos 10 km al noreste de la capital distrital Pánino.

## Historia
Fue fundado en 1949 por la Unión Soviética para construir aquí una fábrica de azúcar. El asentamiento planificado tenía en sus orígenes más de cuatro mil habitantes. Adoptó estatus de asentamiento de tipo urbano en 1961. Las fábricas de azúcar y semillas siguen siendo la base de la economía local.